# Iskrecka reka
Iskrecka reka (bułg. Искрецка река) – jest lewym dopływem rzeki Iskyr, uchodzącą w miejscowości Swoge. Wypływa z północnych stoków Małej Płaniny. Przepływa m.in. przez wieś Swidnja i Iskrec.